# Парасси
Парасси́ (фр. Parassy) — коммуна во Франции, находится в регионе Центр. Департамент — Шер. Входит в состав кантона Экс-д’Анжийон. Округ коммуны — Бурж.
Код INSEE коммуны — 18176.
Коммуна расположена приблизительно в 185 км к югу от Парижа, в 90 км юго-восточнее Орлеана, в 21 км к северо-востоку от Буржа.

## Население
Население коммуны на 2008 год составляло 412 человек.
| 1962 | 1968 | 1975 | 1982 | 1990 | 1999 | 2008 |
| ---- | ---- | ---- | ---- | ---- | ---- | ---- |
| 309  | 346  | 293  | 346  | 458  | 423  | 412  |

## Администрация
| Период | Период | Фамилия          | Партия  | Примечания |
| ------ | ------ | ---------------- | ------- | ---------- |
| 1944   | 1951   | Альфонс Дюкро    |         |            |
| 1951   | 1953   | Гастон Сумар     |         |            |
| 1953   | 1965   | Виктор Говен     |         |            |
| 1965   | 1995   | Реймон Дюбюиссон |         |            |
| 1995   | 2014   | Роже Леду        | Зелёные |            |

## Экономика

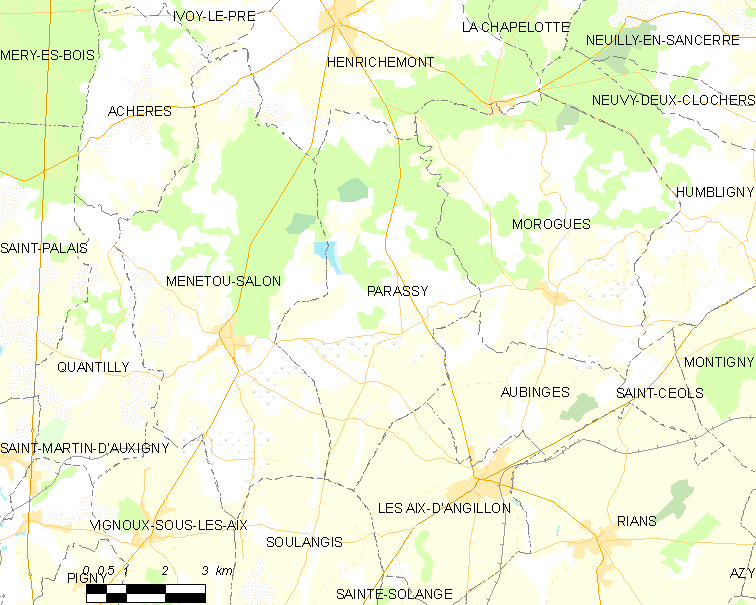
Карта коммуны

Основу экономики составляют виноградарство, а также лесное и сельское хозяйство. Из местного винограда производят вино Ménétou-Salon.
В 2007 году среди 288 человек в трудоспособном возрасте (15-64 лет) 211 были экономически активными, 77 — неактивными (показатель активности — 73,3 %, в 1999 году было 71,5 %). Из 211 активных работали 196 человек (106 мужчин и 90 женщин), безработных было 15 (7 мужчин и 8 женщин). Среди 77 неактивных 21 человек были учениками или студентами, 35 — пенсионерами, 21 были неактивными по другим причинам.

## Достопримечательности
- Церковь Святой Троицы (XII век). Исторический памятник с 1926 года[3]